# 和歌山県立新翔高等学校
和歌山県立新翔高等学校（わかやまけんりつ しんしょうこうとうがっこう）は、和歌山県新宮市佐野に所在する公立の高等学校。

## 設置学科
- 総合学科
  - 教養系列
  - ビジネス系列
  - 情報系列
  - 建設技術系列

## 沿革
- 1917年 - 新宮町立実業学校として開校
- 1918年 - 新宮町立商業学校に校名変更
- 1926年 - 和歌山県立新宮商業学校と改称
- 1944年 - 和歌山県立新宮工業学校と改称
- 1963年 - 和歌山県立新宮高等学校の商業科が独立し、和歌山県立新宮商業高等学校として開校
- 1965年 - 第44回全国高等学校サッカー選手権大会 和歌山県代表初出場。
- 1970年 - 第52回全国高等学校野球選手権和歌山大会 ベスト4
- 1971年 - 第50回全国高等学校サッカー選手権大会紀和代表。
- 1977年 - 第59回全国高等学校野球選手権和歌山大会 ベスト8
- 1978年 - 第56回全国高等学校サッカー選手権大会紀和代表。
- 1992年 - 第70回全国高等学校サッカー選手権大会出場。
- 1992年 - 会計科、情報処理科を新設
- 2002年 - 商業科、会計科が募集停止。現代ビジネス科を新設。
- 2007年 - 情報処理科、現代ビジネス科を募集停止。新宮高校から建設工学科を繰り入れし、総合学科に改編。和歌山県立新翔高等学校に改称
- 2017年 - 創立100周年記念
- 2025年 - 和歌山県新宮高等学校に合併。

## 著名な出身者
- 浦東靖 - ロサンゼルスオリンピック野球日本代表。
- 岸野靖之 - 元サッカー選手
- 小田真也 - 元プロ野球選手
- 南真一郎 - 元プロ野球選手